# 974 Lioba
A 974 Lioba (ideiglenes jelöléssel 1922 LS) a Naprendszer kisbolygóövében található aszteroida. Karl Wilhelm Reinmuth fedezte fel 1922. március 18-án, Heidelbergben.